# Brigada Specială de Intervenție a Jandarmeriei
Brigada Specială de Intervenție a Jandarmeriei (Sonderbrigade der Gendarmerie für Interventionen, BSIJ) ist eine Spezialeinheit der rumänischen Gendarmerie. Die Einheit trägt den Namen "Vlad Țepeș" nach dem legendären walachischen Herrscher, Vlad III. Drăculea. Sie ist Mitglied im Atlas-Verbund.

## Organisation

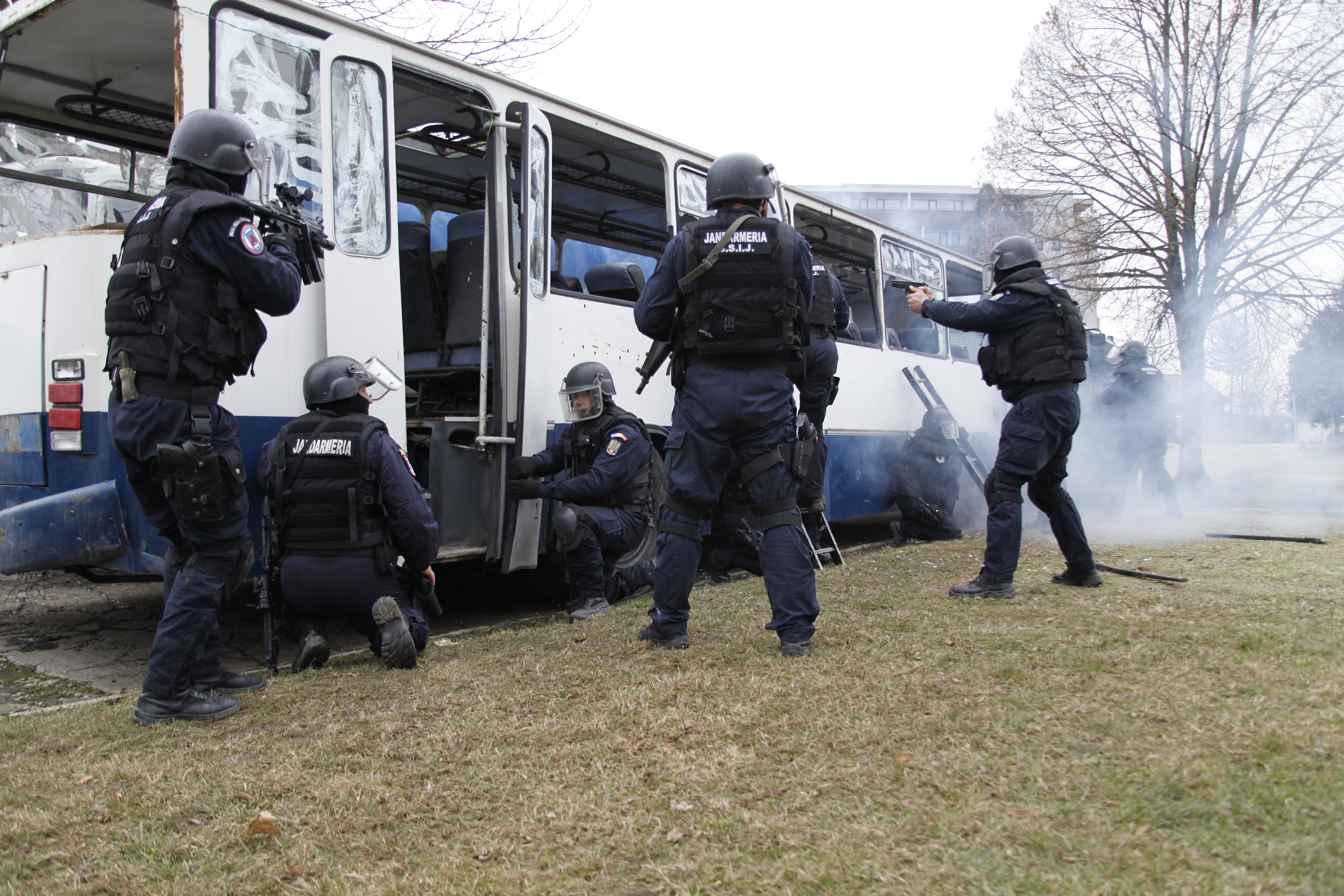
BSIJ Polizisten stürmen einen Bus

Die Brigade ist in vier Einheiten unterteilt:
- "COMANDAMENT" (KOMMANDO) - Die Struktur, die die Organisation, das Kommando, die Kontrolle und die Koordination der Erfüllung der Aufgaben sicherstellt, die in die Zuständigkeit der Spezialeinsatzbrigade der Gendarmerie fallen. Es besteht aus dem Generalstab als flexibler, dynamischer und mobiler Struktur, die für die integrierte operative Koordination im Bereich der Streitkräfte und der logistisch-finanziellen Unterstützungsstrukturen ausgelegt ist, um die materielle, technische und finanzielle Unterstützung der operativen Strukturen sicherzustellen.[1]

- "Batalionul 1 Jandarmi Special Intervenție Antiteroristă, Acțiuni Speciale și Protecție" (1. Gendarmerie-Bataillon Spezialintervention zur Terrorismusbekämpfung, Spezialaktionen und Schutz) - Es ist die operative Struktur innerhalb der Spezial-Gendarmerie-Interventionsbrigade, die aus spezialisiertem Militärpersonal besteht, mit besonderen physischen, psychologischen und technischen Fähigkeiten, die nach den höchsten Standards ausgebildet sind, um rechtzeitig und effektiv in jeder Umgebung (Land, Luft, Wasser) einzugreifen, um spezifische Missionen mit einem hohen Grad an Risiko zu erfüllen (Antiterrorismus-Intervention, Sonderaktionen, Verhinderung und Bekämpfung von Terrorakten).[1]

- "Batalionul 2 Jandarmi Special Intervenție" (2. Gendarmerie-Bataillon Special Intervention) - Es handelt sich um die operative Struktur der Spezial-Gendarmerie-Interventionsbrigade, die auf das Krisenmanagement im Bereich der öffentlichen Ordnung, die Sicherstellung der öffentlichen Ordnung und Ruhe während der Besuche von offiziellen Delegationen und Würdenträgern, Rumänen und Ausländern, die Sicherstellung der öffentlichen Ordnung und Ruhe während öffentlicher Veranstaltungen mit hohem Risiko, an denen eine große Öffentlichkeit teilnimmt, die Rettung-Evakuierung von Personen, die Intervention zur Wiederherstellung der öffentlichen Ordnung, falls diese ernsthaft gestört wurde, und die Bereitschaftspolizei.[1]

- "Batalionul 3 Jandarmi Special de Intervenție, Acțiuni Speciale și Protecție" (3. Bataillon Spezialeinsätze, Spezialaktionen und Schutzgendarmen) - Infolge der hohen Dynamik der der Spezialbrigade anvertrauten Missionen entstand der Bedarf an einer strukturellen Projektion, die den operativen Bedürfnissen gerecht wird. In diesem Zusammenhang wurde im Jahr 2019 das 3. Spezialbataillon der Gendarmerie für Intervention, Sondereinsätze und Schutz geschaffen. Die Auswahl der Spezialisten für das 3. Bataillon der Spezialgendarmerie für Intervention, Sondereinsätze und Schutz ist sehr streng und beinhaltet Elemente, die die oberen Grenzen der Kämpfer testen können, sowohl in physischer als auch in mentaler Hinsicht. Die weitere Ausbildung der Kämpfer konzentriert sich auf die Ausführung der Hauptkategorien von Einsätzen und die Spezialisierung in den Bereichen Pyrotechnik und Scharfschützen, spezifisch für die Einheit. Die Kämpfer des Bataillons 3 sind darauf trainiert, pünktlich, in kleinen Teams, mit einem hohen Maß an operativer Autonomie, in Missionen mit einem hohen Grad an Komplexität zu handeln. Die Ausrüstung und Bewaffnung des 3. Bataillons ist an die durchgeführten Missionen angepasst und soll eine hohe Reaktionsfähigkeit vermitteln.[1]

## Bewaffnung
- Pistole Carpați Md. 1974
- Makarow Pistole
- HK MP5
- HK USP
- SIG 550
- SIG Sauer P226
- Pistole Mitralieră Modell 1963/1965
- Glock-Pistole
- ASALT 96